# Tenebre e ossa
Tenebre e ossa (Shadow and Bone), pubblicato inizialmente in italiano col titolo Tenebre e ghiaccio, è un romanzo fantasy del 2012 della scrittrice statunitense Leigh Bardugo, primo capitolo della trilogia fantasy ambientata nel mondo dei Grisha.
Il romanzo è narrato in prima persona dalla protagonista, Alina Starkov, un'orfana adolescente che cresce a Ravka, un mondo fantastico ispirato dalla Russia degli zar. La sua vita cambia in maniera repentina quando sfrutta inaspettatamente un potere che non sapeva di possedere per salvare il proprio migliore amico.

## Storia editoriale
Il romanzo è stato pubblicato negli Stati Uniti il 5 giugno 2012; è stato edito in italiano nella collana Freeway della casa editrice Piemme con il titolo Tenebre e ghiaccio nell'ottobre 2013. In vista dell'uscita su Netflix, la Mondadori ha ripubblicato il romanzo con una nuova grafica e con il titolo Tenebre e ossa il 3 novembre 2020.

### Ispirazione e ambientazione
Shadow and Bone è il primo romanzo dell'autrice Leigh Bardugo. 
Durante un'intervista rilasciata ad Entertainment Weekly, quest'ultima ha spiegato l'origine della sua ispirazione. "Nella maggior parte dei fantasy, l'oscurità è metaforica; è solo un modo di parlare del male (l'oscurità cala sulla terra, un'età oscura sta arrivando, ecc.). Volevo prendere qualcosa di figurativo e renderlo letterale. Quindi la domanda è diventata: "E se l'oscurità fosse un luogo?" E se i mostri in agguato non solo fossero reali ma persino più orribili di qualsiasi cosa avremmo potuto mai immaginare sotto il letto o dietro la porta dell'armadio? E se fosse necessario combatterli sul loro territorio, essendo ciechi e indifesi nell'oscurità? Queste idee alla fine sono diventate lo Shadow Fold".
Il mondo fantastico di Ravka è plasmato sul modello dell'impero russo dei primi anni del 1800. Alla domanda sul perché avesse scelto un'ambientazione così particolare, l'autrice ha proseguito spiegando: "Penso che ci sia un enorme potere nelle immagini che associamo alla cultura e alla storia russa, questi estremi di bellezza e brutalità che si prestano anche alla fantasia. Onestamente, per quanto mi piacciano spade e boccali di birra - e credetemi, mi piacciono davvero tanto! - volevo portare i lettori in un posto che fosse un po' diverso. La Russia al tempo degli zar mi ha dato un punto di partenza diverso ".

### Pubblicazione
Leigh Bardugo ha smaltito il processo di ricerca di un agente in maniera piuttosto celere. Infatti è passata dall'essere accettata da un agente all'offerta della pubblicazione di tutta la sua trilogia in soli 37 giorni. La saga ambientata nel mondo dei Grisha è andata all'asta il 1º dicembre 2010 ed è stata venduta alla Henry Holt and Co./Macmillan il 3 dicembre 2010. Il primo libro della trilogia, è stato pubblicato negli Stati Uniti nel giugno 2012.

## Trama
Alina Starkov è un'orfana adolescente, cittadina del Regno di Ravka. È cresciuta insieme a Malyen (detto anche "Mal") Oretsev in un orfanotrofio a Keramzin, mantenuto dal Duca Keramsov. All'inizio della storia i due amici marciano verso il Nonmare (noto anche come "Faglia d'Ombra"), una striscia di terra perennemente oscura e sterile che divide Ravka in due parti: Ravka Est, dove vive la protagonista, e Ravka Ovest. La traversata è pericolosa perché il Nonmare è pieno di mostri chiamati Volcra e Nichevo'ya. All'inizio della loro traversata i Volcra attaccano il battaglione di Mal e Alina e quest'ultima, per salvare Mal dai mostri, mostra uno straordinario potere che è in possesso unicamente dei Grisha. I Grisha sono persone con la capacità di manipolare gli elementi (Etherealki), o fermare o salvare una vita umana (Corporalki), oppure avere straordinartie capacità di artigiani (Materialki). Alina è un'Evocaluce, capace di evocare la luce del sole, ed è l'unica della sua specie, fino a quel momento, ad essere in grado di farlo.
Il leader dei Grisha, l'Oscuro, evocatore delle ombre, si precipita immediatamente verso Alina e la porta nella capitale di Ravka, Os Alta, svelandole che il suo potere è unico e prezioso, non solo perché non esiste nessuno come lei, ma anche perché può distruggere la Faglia liberando Ravka dall'errore dell'Eretico Nero, antenato dell'Oscuro. Questo, tuttavia, rende un bersaglio dei nemici di Ravka. Mentre è nella scuola speciale dei Grisha, Alina incontra diversi Grisha come lei, lotta per adattarsi e impara progressivamente a fidarsi delle proprie capacità tramite un allenamento rigoroso. Alina inizia a sentire una forte attrazione per l'Oscuro, che sembra ricambiare. Durante uno dei loro incontri i due si baciano e Alina resta confusa dalle proprie reazioni, e dalle reazioni del proprio corpo, ai suoi baci.
Dopo aver dimostrato l'estensione del proprio potere al re e alla sua corte, Alina viene avvertita dalla sua insegnante, Baghra, che deve fuggire poiché l'Oscuro la sta usando e che intende renderla schiava per usare il suo potere Grisha e conquistare così il mondo. Baghra rivela anche di essere la madre dell'Oscuro e che è stato proprio lui a creare la Faglia. 
Passano due settimane dalla sua fuga quando Alina viene quasi catturata, ma poi salvata da Mal. Il ragazzo, invece di denunciarla e consegnarla come gli era stato ordinato, la aiuta a scappare.
Mal e Alina sono alla ricerca del primo dei 3 amplificatori di Ilya Morozova, potentissimo Grisha divenuto Santo. Questi oggetti, che spesso sono ossa o zanne di animali, se indossati, possono rinforzare il potere Grisha. Ma solo a patto che si indossi al massimo un amplificatore e che esso sia stato ricavato da un essere ucciso da chi lo indosserà. ↵Dopo lunghe settimane di ricerca e fatica capiscono di appartenersi a vivenda e, dopo il loro primo bacio, riescono finalmente a trovare il cervo; Alina però si rifiuta di ucciderlo. In quel momento, scortato dai suoi tirapiedi, sopraggiunge l'Oscuro che uccide il cervo e con la collana di corna rende Alina sua schiava, impossessandosi del controllo del suo potere.
Alina e l'Oscuro tornano rapidamente verso sud per attraversare il Nonmare, dove l'Oscuro costringe Alina a proteggere la loro nave durante la traversata. In quel momento, l'Oscuro coi suoi poteri estende il Nonmare causando grande morte e distruzione nella città di Novokribirsk, centro abitato affacciato sulla Faglia. In seguito lancia Mal giù dalla nave lasciandolo per essere divorato dai mostri. 
In preda alla disperazione, Alina si rende conto che il suo atto di misericordia dell'aver risparmiato il cervo le dà la possibilità di liberarsi dalla schiavitù dell'Oscuro, mentre il suo amore per Mal le dà la forza di cui ha bisogno. Alina riesce così a liberarsi, salta fuori dalla nave, salva Mal e distrugge la nave dell'Oscuro.
Il libro si conclude con Mal e Alina che, attraversando il mare, fuggono da Ravka e dall'Oscuro.

## Opere derivate
Il secondo libro della trilogia, Siege and Storm, è stato pubblicato negli Stati Uniti nel giugno 2013 mentre il libro finale della trilogia, Ruin and Rising, nel giugno 2014. Il secondo libro della trilogia è stato pubblicato in italiano il 18 gennaio 2021 da Mondadori con il titolo "Assedio e Tempesta" mentre per il terzo ed ultimo libro della trilogia tradotto in italiano e intitolato "Rovina e Ascesa" è stato pubblicato il 30 marzo 2021.
Oltre ai libri della trilogia, Leigh Bardugo ha pubblicato anche una duologia, già tradotta e rilasciata in Italia. Il primo libro, Sei di Corvi (titolo originale Six of Crows) è stato pubblicato in italiano il 24 settembre 2019. Il sequel e capitolo conclusivo della duologia, Il Regno Corrotto (titolo originale Crooked Kingdom) il 29 ottobre dello stesso anno.
King of Scars, una nuova storia ambientata nello stesso mondo della trilogia di Grisha, è stata pubblicata nel 2019 negli Stati Uniti. La storia presenta personaggi sia della trilogia originale che dei libri di Sei di Corvi.

### Adattamenti
Nel settembre 2012, Holly Bario, Presidente della DreamWorks, ha annunciato di aver acquisito i diritti cinematografici di Tenebre e ossa. David Heyman, già produttore della saga cinematografica di Harry Potter e dei primi due capitoli della saga Animali Fantastici, è subentrato nel progetto come produttore, con Jeffrey Clifford, presidente di Heyday Films, come produttore. Nonostante le premesse fossero favorevoli, come spesso accade con i progetti cinematografici inerenti a produzioni fantasy, la produzione non è andata avanti
Nel gennaio 2019, Netflix ha ordinato una serie di otto episodi basata sulla trilogia dei Grisha e sulla duologia Six of Crows, ambientata diversi anni dopo la trilogia originale. Appuntato showrunner della serie tv è stato Eric Heisserer già produttore esecutivo della serie tv Stranger Things. La produzione è iniziata nell'ottobre 2019 a Budapest, Ungheria, per concludersi a febbraio 2020 a Vancouver. 
Il cast della serie tv vede Jessie Mei Li nei panni di Alina Starkov, Ben Barnes nei panni del generale Kirigan (l'Oscuro), Archie Renaux nei panni di Malyen Oretsev, Sujaya Dasgupta nei panni di Zoya Nazyalensky, Daisy Head nei panni di Genya Safin e Simon Sears nei panni di Ivan.
Il primo teaser trailer della serie tv Tenebre e ossa è stato diffuso il 17 dicembre 2020. Gli otto episodi della prima stagione sono stati pubblicati su Netflix il 23 aprile 2021. Ad inizio Giugno 2021, Netflix ha annunciato di aver rinnovato la serie per una seconda stagione.